# Botolan
Botolan is een gemeente in de Filipijnse provincie Zambales op het eiland Luzon. Bij de laatste census in 2010 telde de gemeente ruim 54 duizend inwoners.

## Geografie

### Bestuurlijke indeling
Botolan is onderverdeeld in de volgende 31 barangays:
| - Bancal - Bangan - Batonlapoc - Belbel - Beneg - Binuclutan - Burgos - Cabatuan - Capayawan - Carael - Danacbunga | - Maguisguis - Malomboy - Mambog - Moraza - Nacolcol - Owaog-Nibloc - Paco - Palis - Panan - Parel | - Paudpod - Poonbato - Porac - San Isidro - San Juan - San Miguel - Santiago - Tampo - Taugtog - Villar |

## Demografie
Botolan had bij de census van 2010 een inwoneraantal van 54.434 mensen. Dit waren 2.759 mensen (5,3%) meer dan bij de vorige census van 2007. Ten opzichte van de census van 2000 was het aantal inwoners gegroeid met 7.832 mensen (16,8%). De gemiddelde jaarlijkse groei in die periode kwam daarmee uit op 1,57%, hetgeen lager was dan het landelijk jaarlijks gemiddelde over deze periode (1,90%).

De bevolkingsdichtheid van Botolan was ten tijde van de laatste census, met 54.434 inwoners op 735,28 km², 74 mensen per km².

## Geboren in Botolan
- Ruben Torres (10 september 1941), politicus.